# Diarsia claudia
Espèce
Diarsia claudia est une espèce de lépidoptères (papillons) de la famille des Noctuidae.
L’épithète spécifique claudia est un hommage à Claude Kogan, décédée lors de l’expédition féminine de 1959 au Népal qui a rapporté en France les premiers spécimens de cette espèce du Népal alors inconnue.

## Publication originale
Charles Boursin, « Les Noctuidae de l'expédition féminine Claude Kogan au Cho-Oyu (Népal) 1959 (Lep.) 1re contribution à l'étude de la faune des Noctuidae du Népal », Publications de la Société Linnéenne de Lyon, vol. 32, no 1,‎ 1963, p. 20–22 (DOI 10.3406/linly.1963.7107).